# 里下河水网
里下河水网位于中国江苏省北部，是淮河下游里运河以东较独立的引排水系，水网区域范围西起里运河，东至黄海海岸，北至苏北灌溉总渠，南抵通扬运河及如泰运河。总面积23022平方公里。以通榆河为界，划分为里下河腹部和沿海垦区两部分。

## 地貌
里下河腹部地区是河网区，总面积11722平方公里，原为古潟湖区，由长江、淮河及黄河泥沙长期堆积而成，四周高，中间低，呈碟形，中部俗称“锅底洼”。
沿海垦区总面积11300平方公里，是在江淮平原东侧的岸外沙堤形成以后逐步淤积而成。射阳河口以北属于废黄河三角洲，射阳河至北凌河口为滨海平原，北凌河至如泰运河口东安闸属长江三角洲平原。这个沿海垦区以斗龙港为界，分为斗南垦区和斗北垦区。

## 气候水文
里下河地区属于亚热带向暖温带过渡地带，季风气候显著，日照充足，四季分明。年平均气温14～15℃，无霜期210～220天。多年平均年降水量1000毫米。年均蒸发量约为960毫米。6月左右的梅雨和7～9月的台风常常在本地区引起洪水灾害。

## 水系
里下河地区在黄河夺淮期间，是黄、淮洪水走廊。经过多年治理，里下河地区逐渐成为相对独立封闭的水系。里下河腹部地区老河网纵横交错，通过改造，如今形成了以射阳河、新洋港、黄沙港和斗龙港四港自排入海为主的自流排水体系。